# San Biagio de Hortis
San Biagio de Hortis era uma igreja de Roma localizada na Piazza di Montecitorio, no rione Colonna, demolida em 1695 para permitir a construção do Palazzo Montecitorio. Era dedicada a São Brás.

## História
Depois da queda do Império Romano (476), a região do Campo de Marte foi sendo lentamente abandonada e, durante a Idade Média, na região de Montecitorio há o registro apenas da antiga igreja de San Biagio de Hortis, conhecida também como de Monte Acceptoro ou Acceptabili. Do epíteto da igreja, "de Hortis", assume-se que a vizinhança era, na época, eminentemente rual, com apenas algumas residências espalhadas entre jardins e campos cultivados. A igreja, que estava abandonada no século XV, foi entregue em 1573 aos clérigos regulares somascos da Compagnia dei Santi Ambrogio e Carlo, que a restauraram e a utilizaram até a sua demolição em 1695.